# 晴山重三郎

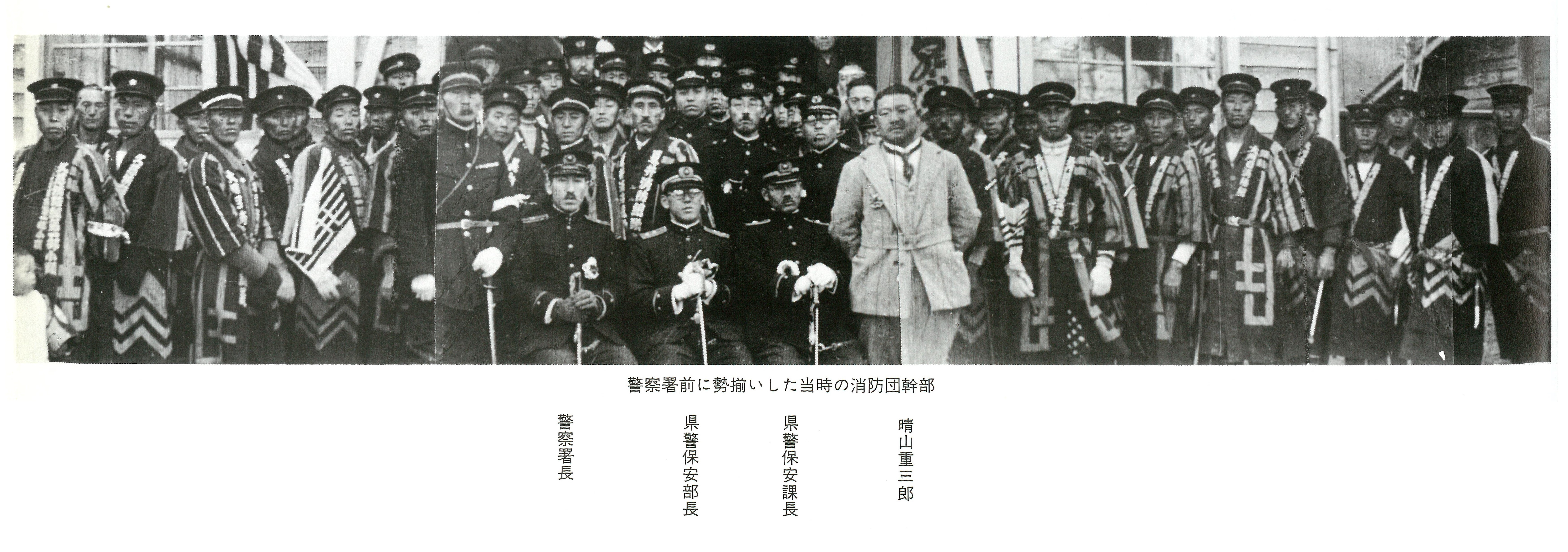
大正期に消防団幹部と撮影（久慈町長時代と推定）

晴山 重三郎（はれやま じゅうざぶろう）は、江戸時代から昭和初期まで久慈八日町（現在の 岩手県 久慈市十八日町から八日町一帯）に屋敷を構えた橘屋晴山家の当主。歴代重三郎を名乗ることとなっている。歴代の当主は八戸藩の鉄山支配人や久慈町長などを務めた。

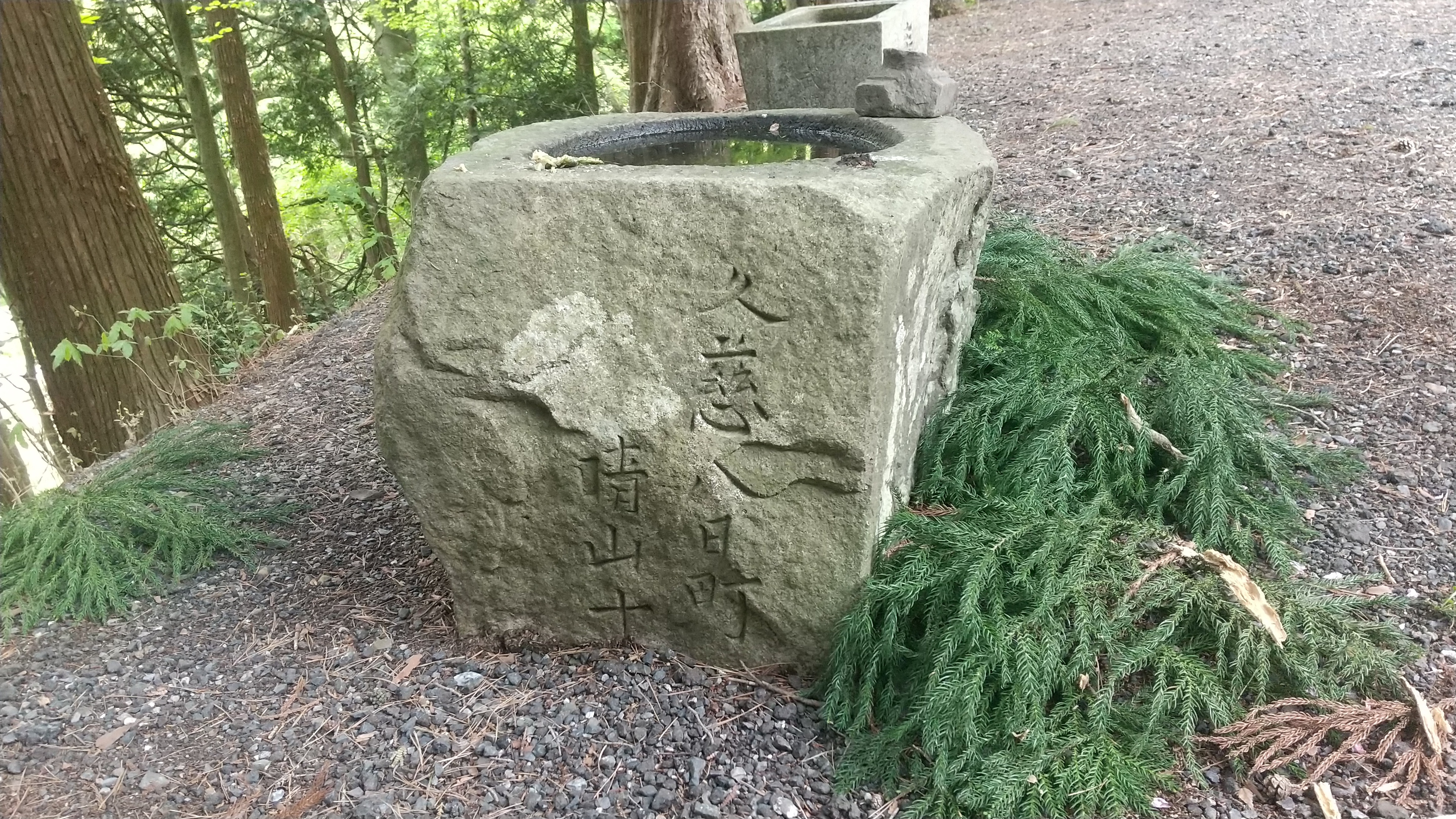
九戸政実公ゆかりの九戸神社（九戸村）に奉納した手水（江戸時代中～後期と推定）

## 概要
一族である晴山福一郎家の伝承によると、橘姓で京都に住していたが、奥州に下って晴山村（岩手県九戸郡軽米町）に土着し、地名から晴山を称し城を築いたという（橘奈良麻呂の乱以降か）。天正19年（1591年）の九戸政実の乱で滅亡するも、末孫が久慈に住したと伝える。江戸時代中期から末期かけて名主を務め、漁業、質屋、酒造などを営み、鉄山支配人をも務めた。当時、八戸藩は出雲と並ぶ日本の二大鉄産地とされた。昭和35年（1960年）に没した重三郎は、久慈町長や岩手県議会議員の他、大正6年に九戸水力株式会社を設立し社長に就任。岩手県北地域に電気をともした。
その後、大正時代に2度あった久慈町大火などの影響により破産し絶家となった。